# Адольф Філіпп д’Еннері
Адольф Філіпп д'Еннері (фр. Adolphe Philippe d'Ennery; 17 червня 1811, Париж — 26 грудня 1899, там само) — французький драматург єврейського походження.
Один з найпопулярніших авторів мелодрами середини і 2-ї пол. XIX ст., також писав комедії і водевілі.

## Творчість
Протягом 1831–1887 років написав (у співавторстві або поодиноко) більше двох сотень драматичних творів, серед яких п'єси різних жанрів, лібрето для опер і балетів. Його твори йшли в театрах 19 сторіччя у Франції і за її межами.
Серед його творів:
- Émile, ou le fils d'un pair de France, п'єса, спільно з Ш. Денуайє (Charles Desnoyer), 1831
- «Вузькі черевики, або В'язниця св. Крепена» (фр. Les petits souliers, ou La prison de St. Crepin), водевіль в 1 д.; спільно з Е. Гранже.
- «Будинок на Петербурзькій стороні, або Мистецтво не платити за квартиру». (L'art de ne pas payer son terme). Водевіль в 1 дію.
- «Мадам і месьє Піншон» (Madam et monsieur Pinchon), комедія-водевіль в 1 д.; спільно з Ж. Баяром і Ф. Дюмануара.
- «Каспар Гаузер» (Gaspard), драма в 4 д., Спільно з О. Аніс-Буржуа.
- «Материнське благословення» (фр. La Grâce de Dieu), спільно з Г. Лемуаном (Gustave Lemoine), драма в 5 д. З куплетами; п'єса неодноразово ставилася в різних театрах.
- «Паризькі цигани», 1843
- «Сім замків диявола», феєрія; 1844
- «Графиня Клара д'Обервіль» (La dame de St. Tropez); драма в 5 отд., спільно з О. Аніс-Буржуа.
- «Стаття 213, або Чоловік зобов'язаний захищати» (L'article 213, ou Le mari doit protection). Комедія в 1 д.; в співавторстві з Г. Лемуаном (Gustave Lemoine).
- «Життя подвійно» (La vie en partie double), жарт-водевіль в 1 дії, спільно з О. Аніс-Буржуа і Е. Брізбарром.
- «Маленький П'єр» (Le petit Pierre). Ком. в 1 д.; в співавторстві з Ш.-А. Декурсель.
- «Дон Сезар де Базан» (Don César de Bazan), (інша назва «Іспанська дворянин»), спільно з Ф.Дюмануаром (переробка драми В.Гюго «Рюи Блаз»), 1844; багатьма джерелами відзначається як кращий твір автора, яке увійшло в світову класику.
- «Дитячий бал» (Le bal d'enfants), водевіль в 1 дії; спільно з Ф. Дюмануара.
- «Марі-Жанна, або Жінка з народу», спільно з М.Дорваль, 1845
- «Хатина дядька Тома» (La Case d'Oncle Tom), спільно з М.Дорваль за однойменним романом Г. Бічер-Стоу, 1853
- «Якби я був королем» (Si j'étais roi), лібрето опери, спільно з Ж.-А.Брезілем, музика А.Адана 1852
- «Погонич мулів з Толедо» (Le Muletier de Tolède), лібрето опери, спільно з Клервілем, музика А.Адана, 1854
- «Ноемі» (Noemie). Кому.-вод.; в співавторстві з Клеманом.
- «Дитячий лікар». Драма в 5 д.; в співавторстві з О. Аніс-Буржуа.
- «Наклеп, або Підступність і кохання». Драма в 5 д., 6 к. П'єса ставилася в Росії в переробці І. М. Нікуліна
- «Жермен». Драма в 5 д., 8 к.; в співавторстві з Е. крем'є;
- «Божевільний від любові» (Le fou par amour). Драма в 5 д., 7 к.; в співавторстві з О. Аніс-Буржуа.
- «Сліпий». Драма в 5 д.; в співавторстві з О. Аніс-Буржуа.
- «Старий капрал». Драма в 5 д.; в співавторстві з Ф. Дюмануара.
- «Перший день щастя» (Le Premier Jour de bonheur), лібрето опери, музика Обера, 1868
- «Мрія любові» (Reve d'amour), лібрето опери, 1869
- «Дві сироти» (les Deux Orphelines), драма в 5 актах; в співавторстві з Е.Кормоном; théâtre de la Porte-Saint-Martin, 20 січня 1874; п'єса неодноразово ставилася в багатьох театрах.